# 雷穆纳
雷穆纳（Remuna），是印度奥里萨邦Baleshwar县的一个城镇。总人口28958（2001年）。

## 人口
该地2001年总人口28958人，其中男性15131人，女性13827人；0—6岁人口3925人，其中男1996人，女1929人；识字率61.43%，其中男性为69.40%，女性为52.71%。